# Trondenes Kirke
Trondenes Kirke er en norsk kirke beliggende på Trondenes-halvøens østlige havside, tre kilometer nord for byen Harstad. Kirken er et historisk sted med spor tilbage til vikingtiden. Årstallet for byggeriet har indtil nylig været sat til omkring 1250, men nyere forskning tyder på at kirken er af nyere dato. Den blev sandsynligvis indviet omkring 1440. Kirken er bygget på et område hvor der tidligere har været trækirker fra 1100-tallet. Rundt omkring kirken findes der rester af befæstninger fra 1100-tallet, som sandsynligvis skulle beskytte en tidligere trækirke mod angreb. Kirken er fortsat i brug som sognekirke. På indersiden af norddøren hænger der en alenstok, i tilfælde af at kirkegængerne havde behov for at vide hvor lang en alen virkelig er.
Kirken ligger i Trondenes sokn som er en del af Trondenes prosti og Nord-Hålogaland bispedømme.
Den hvide kirke er en typisk middelalder-kirke med et stejlt rødt tegltag. Kirken har et højt rektangulært kirkeskib med et smalt kor. Portalerne er spidsbuede med dekorationer af klæbersten. Der er ikke sket de store ændringer af murværk, portaler eller vinduer.
Interiøret har gennemgået flere ændringer. 1792 blev korbuen fjernet og erstattet med en korskærm med en integreret prædikestol i rokoko fra 1792. Stolen er udstyret med et timeglas. Når sandet var løbet ud, måtte præsten stoppe prædiken.
Orgelet er fra 1790, og er et af de ældste i Nord-Norge.
I koret findes rester efter kalkmalerier som sandsynligvis har prydet hele kirken, men som efter reformationen blev overdækket. I forbindelse med restaureringen i 1950erne blev tolv indvielseskors i kor og skib afdækket. Der er også bevaret et smedejernsbeslag med et symmetrisk rankebånd på døren i nordportalen.
Det mest specielle ved Trondenes Kirke er de tre senmiddelalderlige alterskabe i koret. Skabene er sandsynligvis skåret af Bernt Notke, Lübeck i den sidste halvdel af 1400-tallet og i begyndelsen af 1500-tallet, med Maria og Jesubarnet som hovedmotiv. Kirkens rige interiør skyldes sandsynligvis handelen med tørfisk og den rigdom dette skabte langs den nordnorske kyst.
Den romanske døbefont i kirken kommer antagelig fra en ældre kirke på stedet. Lige indenfor nordportalen står et af de få bevarede vievandskar i Norge.
Fra 1939 til 1945 blev Trondenes Kirke restaureret og tilbageført til som det så ud i middelalderen. Det er muligt at kombinere besigtigelsen af kirken med et besøg på Trondenes Historiske Center, syd for kirken, som har en udstilling om kirken.

## Galleri
- Alteret
- Prædikestolen
- Orgelet
- Trondenes Kirke
- Trondenes Kirke
- Hoveddøren
- Kirkens sydside